# 南京双年展
南京双年展(英語：Nanjing Biennale) 是一个在江苏南京举行的艺术双年展。

## 历史
2010年10月28日首届双年展开幕，此次由江苏省文化厅主办，江苏省美术馆和恒当代艺术空间共同承办，策展人包括四方当代美术馆馆长朱彤，韩国艺术家李圆一，意大利艺术家Eleonora Battiston等。同年11月14日落幕。